# 坎纳德·约翰逊
坎纳德·约翰逊（英語：Kannard Johnson，1965年6月24日—），美国NBA联盟前职业篮球运动员。他在1987年的NBA选秀中第2轮第18顺位被克里夫兰骑士选中。